# Alberto Clementoni
Alberto Clementoni (Pesaro, 10 agosto 1931 – Pesaro, 20 luglio 2016) è stato un calciatore italiano, di ruolo centrocampista.

## Carriera
Cresciuto nella Fiorentina, dopo una stagione in prestito al Modena nel 1953 debutta in Serie C con il Catanzaro giocando due campionati.
L'anno successivo debutta in Serie B con il Livorno disputando 16 gare, ed in seguito disputa altri tre campionati di Serie B con la Sambenedettese giocando altre 79 partite tra i cadetti.
Chiude la carriera con la Vis Pesaro in Serie C.